# Petruskirche (Gerlingen)

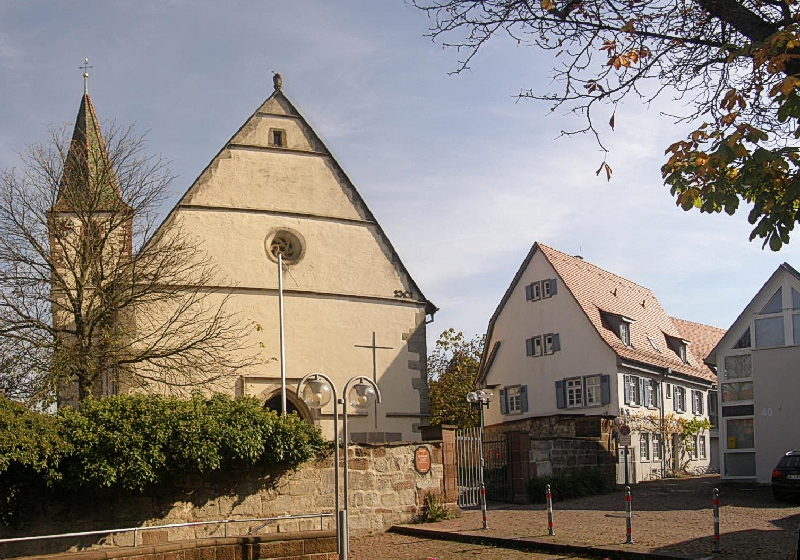
Petruskirche in Gerlingen

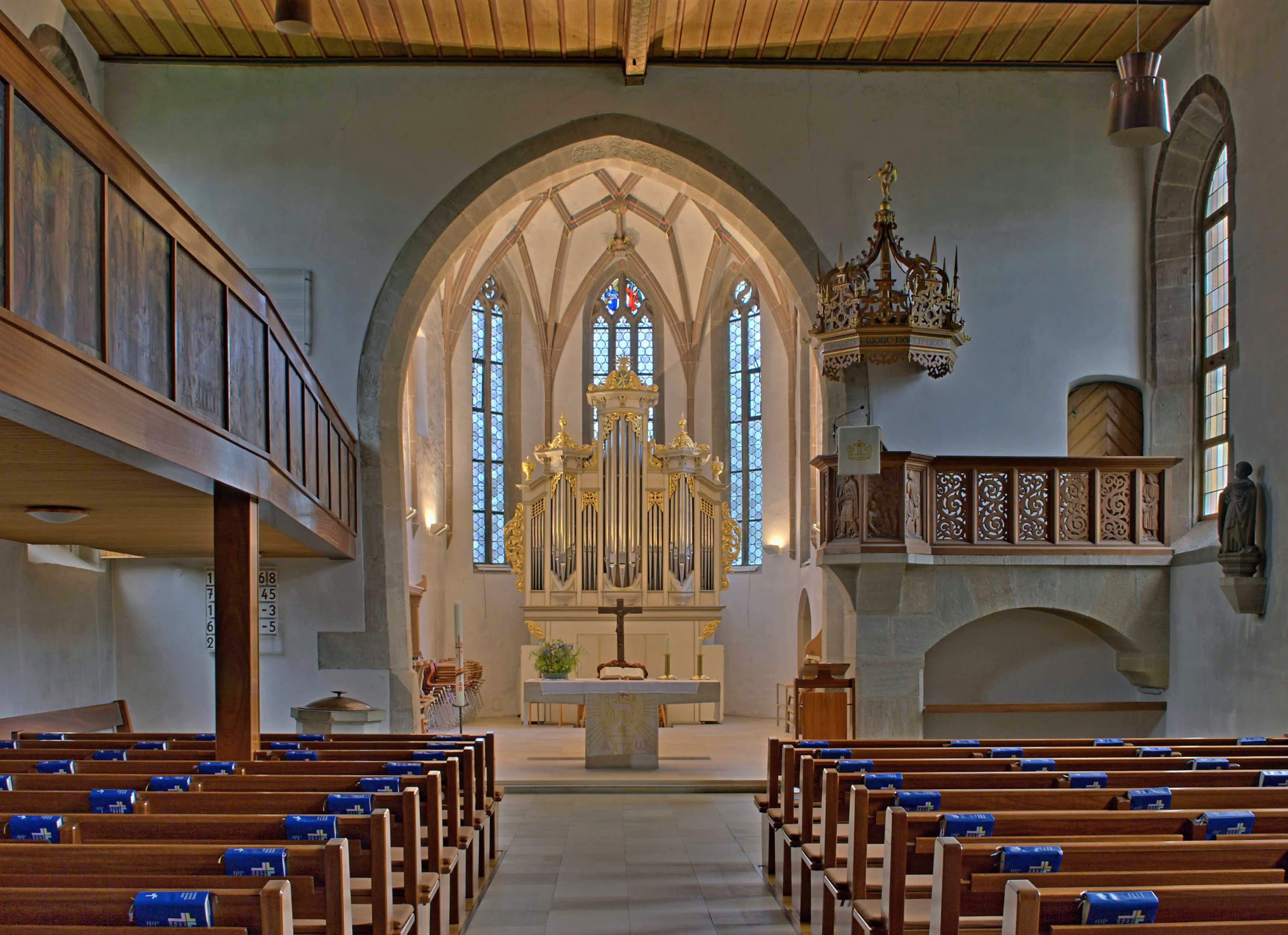
Innenansicht

Die evangelische Petruskirche steht in Gerlingen, einer Stadt im Landkreis Ludwigsburg in Baden-Württemberg. Das Bauwerk ist beim Landesamt für Denkmalpflege Baden-Württemberg als Baudenkmal eingetragen. Die Kirchengemeinde gehört zum Kirchenbezirk Vaihingen-Ditzingen der Evangelischen Landeskirche in Württemberg.

## Beschreibung
Die spätgotische, 1463–1496 gebaute Saalkirche besteht aus einem Langhaus, einem eingezogenen, von Strebepfeilern gestützten Chor mit Fünfachtelschluss im Osten und einem 1463 angebauten Chorflankenturm an dessen Nordwand. Als Sakristei diente ursprünglich das mit einem Kreuzrippengewölbe bedeckte Erdgeschoss des Chorflankenturms. Sie wurde an seiner Südwand durch einen spätgotischen Anbau ersetzt. Dort sind der Vater und die Schwester von Friedrich Schiller begraben.
Der Innenraum des Langhauses ist mit einer Flachdecke überspannt. Nach 1495 wurde der Chor innen mit einem Netzgewölbe bedeckt, dessen Schlusssteine von Hans Wunderer gestaltet wurden. Eine Christusfigur stammt aus dem 15. Jahrhundert. Die Orgel im Chor wurde 1968 von Orgelbau Friedrich Weigle in das historische Gehäuse eines unbekannten Erbauers von 1678 gebaut. Sie verfügt über 26 Register (und eine Windabschwächung) auf zwei Manualen und Pedal. Eine Sanierung und Überarbeitung erfolgte 2013.